# パウダールーム
パウダールーム（powder room）は、（主に女性用の）化粧室、洗面所のこと。

## 名称の由来
かつて西洋においてかつらが正装だった時代に、かつらにまぶしていた小麦粉を落とす部屋であったことに由来する。

## 概要
住宅に取り入れる際にも様々なタイプがあり、単純に脱衣所と洗面所を分けるタイプや、トイレのスペースを広くとり、その中に化粧スペースを一緒に取り入れるようにしたタイプ、シャワーまで取り付けて小部屋にするタイプなどがある。
公衆トイレにおいて洗面所を塞がないようにするため、パウダールームと称して衝立で区切られた鏡を並べて化粧直しを企図したくつろげるスペースを別途設置するケースがある。パウダールームまたはスペースを別途設置したケースでは洗面所スペースに鏡を置かず蛇口と洗面用ボウルだけで済ます場合がある。個室確保のため壁面を最大限確保する意図から部屋中央部に対面式の洗面台を設け、鏡を別途設置してパウダールームにするケースもある（その例）。高速道路のサービスエリア等においては公衆便所とは別に、純粋に化粧直しスペースとしてパウダールームを設けるケースがある。